# Kamal Kamyabinia

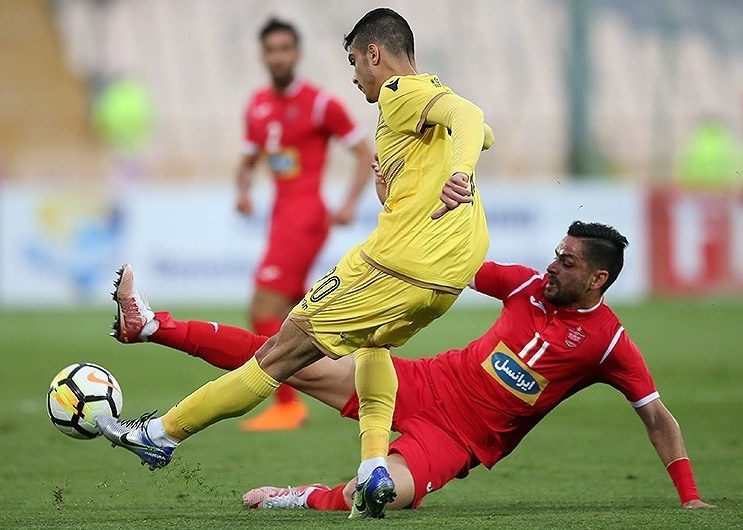

Kamal Kamyabinia (Tehran, 18 de 1 de 1989) é um futebolista iraniano que atua como meio-campo. Atualmente, joga pelo Persepolis FC.

## Carreira
Kamal Kamyabinia representou a Seleção Iraniana de Futebol na Eliminatórias da Copa do Mundo FIFA de 2018.